# مبرهنة أويلر (هندسة رياضية)

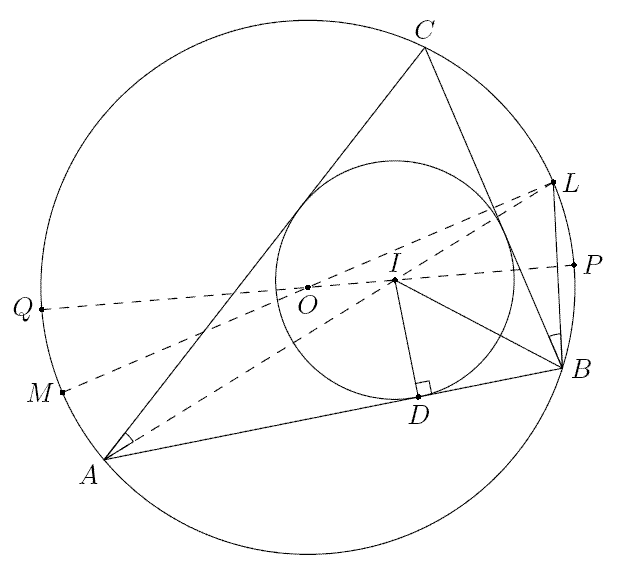

تنص مبرهنة أويلر في الهندسة الرياضية التي سميت على اسم ليونهارد أويلر على أنه من الممكن التعبير عن المسافة d بين مركز الدائرة المحيطة ومركز الدائرة المحاطة لمثلث بالعلاقة:
{\displaystyle d^{2}=R(R-2r)\,}
حيث R وr هما نصف قطر الدائرة المحيطة والدائرة المحاطة على الترتيب.
من الممكن استنتاج متراجحة أويلر من هذه المبرهنة على الشكل:
{\displaystyle R\geq 2r}
يقع التساوي عندما يكون المثلث متساوٍ للأضلاع. نشر أويلر هاته المبرهنة عام 1765، ولكن، نشر نفسَ النتيجة عالم الرياضيات ويليام تشابل (William Chapple) في عام 1746.

## وصلات خارجية
- إيريك ويستاين، مبرهنة أويلر في المثلث، ماثوورلد Mathworld (باللغة الإنكليزية).